# Suez (film)
Suez is een Amerikaanse dramafilm uit 1938 onder regie van Allan Dwan.

## Verhaal
De Franse diplomaat Ferdinand de Lesseps wil in Egypte een kanaal aanleggen tussen de Rode en de Middellandse Zee. De Franse keizer Napoleon III vindt het hele plan maar niets, maar de Britten hebben wel oren naar zijn ideeën. Tijdens de aanleg van het kanaal moet De Lesseps een hartverscheurende keuze maken in de liefde.

## Rolverdeling
| Acteur             | Personage                 |
| ------------------ | ------------------------- |
| Tyrone Power       | Ferdinand de Lesseps      |
| Loretta Young      | Eugénie de Montijo        |
| Annabella          | Toni Pellerin             |
| J. Edward Bromberg | Prins Said                |
| Joseph Schildkraut | Burggraaf René de La Tour |
| Henry Stephenson   | Graaf Mathieu de Lesseps  |
| Sidney Blackmer    | Markies Du Brey           |
| Maurice Moscovitch | Mohammed Ali              |
| Sig Ruman          | Sergeant Pellerin         |
| Nigel Bruce        | Malcolm Cameron           |
| Miles Mander       | Benjamin Disraeli         |
| George Zucco       | Premier                   |
| Leon Ames          | Napoleon III              |
| Rafaela Ottiano    | Maria De Teba             |
| Victor Varconi     | Victor Hugo               |